# Dyveke Sigbritsdatter
Dyveke Sigbritsdatter (holländska: Liten duva), född cirka 1490 i Amsterdam, död 21 september 1517, var den danske kungen Kristian II:s mätress.

## Biografi
Dyveke Sigbritsdatters mor var holländska Sigbrit Willoms (kallad Mor Sigbrit) som kommit till staden Bergen i Norge, där hon öppnade ett värdshus.
Enligt en muntlig tradition vistades Kristian i Norge när hans kansler promenerade på torget i Bergen och fick syn på en oerhört vacker ung flicka, smal och välskapt med fina ansiktsdrag, som stod bredvid en äldre kvinna. Kanslern inledde ett samtal med den äldre kvinnan och fick veta att hon var holländsk och hette mor Sigbrit. Hon hade haft det knapert i sitt hemland och hade kommit till Bergen för att tjäna en liten inkomst genom småhandel. Flickan som stod bredvid henne var hennes dotter och kallades Dyveke, "Den lilla duvan".
Kristian ska ha sett till att övertyga sig om flickans skönhet genom att se Dyveke med egna ögon. Han anordnade en fest på rådhuset 1507 dit Sigbrit och hennes dotter blev inbjudna. Vid första ögonblicket ska Kristian ha blivit fullständigt förtrollad av Dyveke och insett att kanslern hade rätt – det fanns ingen som kunde mäta sig med hennes skönhet. Han dansade med henne gång på gång, de hade långa samtal och det var uppenbart att den unga fursten var djupt förälskad i den enkla borgarflickan.
Efter festen började förhandlingar med Mor Sigbrit. Hon gjorde inte mycket motstånd och snart blev lilla Dyveke prinsens älskarinna.
Dyveke och mor Sigbrit följde sedan med Kristian till Köpenhamn, där de bosatte sig i ett hus nära slottet. Kärleksförhållandet fortsatte även sedan Kristian gift sig med Elisabet av Österrike.
Mor Sigbrit blev Kristians politiska rådgivare och "högra hand" och kom att utöva stort inflytande på honom. Det hände ofta att hon ifrågasatte de beslut som kungen hade tagit i rådet eller kom med idéer som var helt nya för Danmarks rike. Rådsherrarna ska ha varit förfärade över tanken att denna "gamla holländska trollpacka" skulle styra över Danmark och skjuta undan ättlingar från äldre framstående familjer. Hatet mot Sigbrit överfördes också till Dyveke.
Slottshövitsmannen vid Köpenhamns slott Torben Oxe, som beskrivs som en grym och samvetslös person, ska ha blivit besatt av Dyveke och förgripit sig på henne i kungens eget sovrum. Dock ska både Dyveke och Sigbrit ha hållit tyst om händelsen. Men Torben Oxe hade en fiende i slottsskrivaren som hade spionerat på honom. Skrivaren berättade för kungen vad han visste och kanske lite mer än så. Sigbrit och Dyveke förnekade dock inför Kristian att påståendet stämde. Från det ögonblicket försökte kungen hitta en förevändning att göra sig av med skrivaren, och det var inte svårt att hitta en. Skrivaren blev tagen för förskingring och avrättades genom hängning.
Dyveke dog plötsligt under mystiska omständigheter några månader senare, i september 1517. Det ryktades att hon hade ätit förgiftade körsbär och att Torben Oxe låg bakom mordet.
En dag när det var en fest på slottet ska kungen ha kallat Torben Oxe till sig och frågat med en förtroligt skämtsam ton om han verkligen hade något förhållande med Dyveke. De närstående ska ha gett Torben tecken att tänka efter noga innan han svarade. Men Torben svarade helt obekymrat och behöll den skämtsamma tonen när han berättade för kungen att han kanske hade hoppats på Dyvekes gunst, men påstod att han aldrig fick något bevis för den. När kungen hörde detta förändrades hans ansiktsuttryck, han ska ha blivit helt mållös och sett skrämmande ut. En av de närstående hovmännen ska då ha sagt till Torben: "Stora summor skall du en gång vilja betala om du kunde göra det osagt, som du så dåraktigt talat. Det var en ond ande, som ingav dig dessa ord."
Kristian ska nu ha anklagat Torben Oxe inför riksrådet för att ha orsakat Dyvekes död. Men bevisen var svaga, och Torben blev frikänd. Kungen blev rasande över domen och anklagade rådgivarna för att hålla ihop mot honom. Istället tillsatte han en domstol bestående av tolv bönder. Det var en grov överträdelse av adelns privilegier från kungens sida, men han nådde sitt mål. Bönderna fällde utslaget att det var inte de som dömde Torben Oxe, utan snarare hans egna handlingar. Den domen var tillräcklig för Kristian, och han lät avrätta den anklagade, även om hans skuld inte hade bevisats.
Torben Oxe dömdes till döden och halshöggs den 11 november 1517. Det saknas dock bevis i vederhäftiga historiska källor för att det var mordet på Dyveke han dömdes för.
Dyveke Sigbritsdatter ligger begravd i Karmeliterklostret i Helsingör.